# Liste der Ständigen Vertreter Afghanistans bei der Welthandelsorganisation
Die Liste der Ständigen Vertreter Afghanistans bei der Welthandelsorganisation enthält die Ständigen Vertreter Afghanistans bei der Welthandelsorganisation (WTO). Die letzte Ernennung eines Ständigen Vertreters geschah durch die Islamische Republik Afghanistan.

## Geschichte

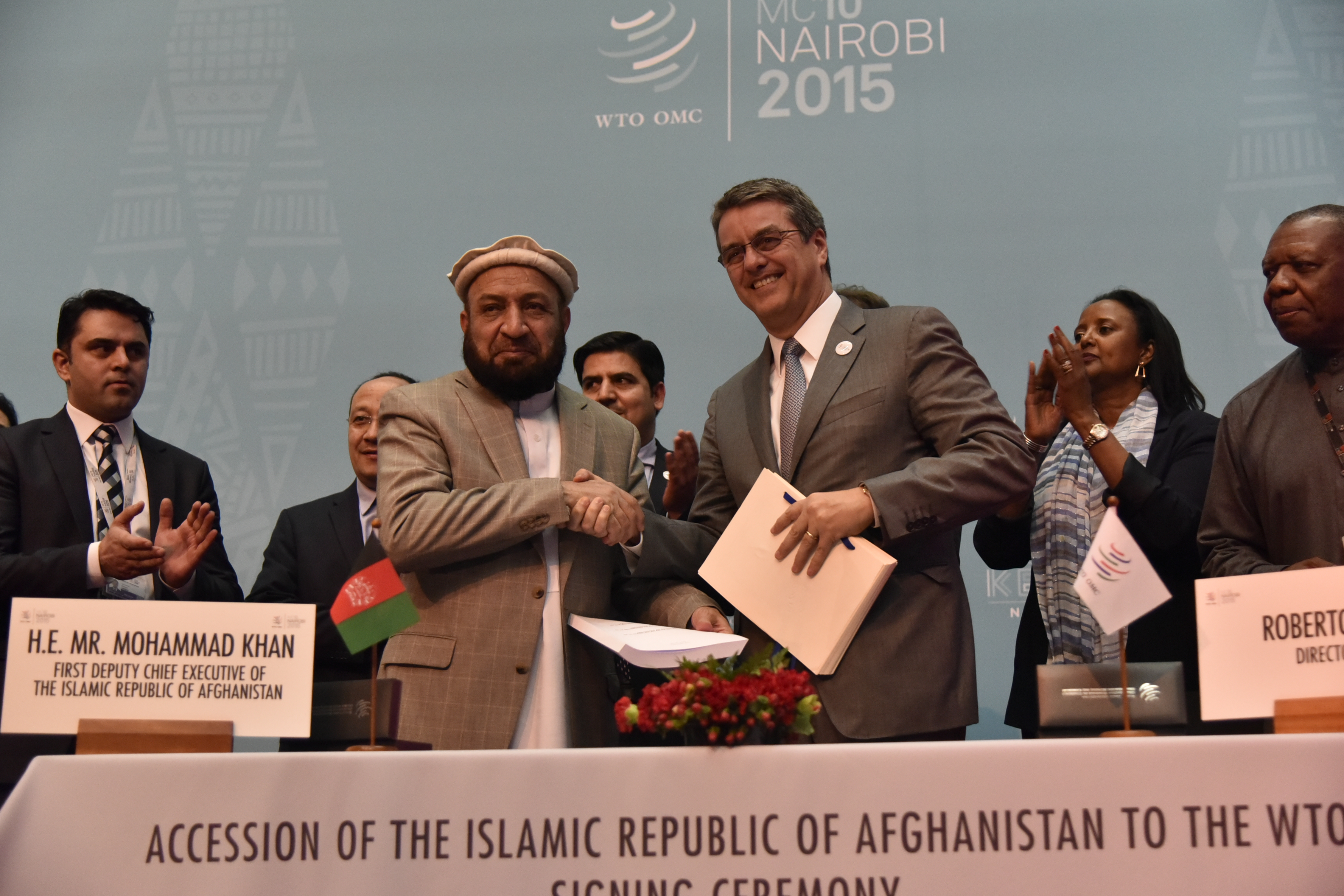
Bild von der Akzeptanz des Beitritts Afghanistans bei der 10. Ministerkonferenz der WTO 2015.

Afghanistan ist seit dem 29. Juli 2016 Mitglied der Welthandelsorganisation. Im August 2021 wurde die fünfjährige Mitgliedschaft des Staates gefeiert.

## Liste
| Ständiger Vertreter   | Amtszeit  | Afghanischer Präsident | Generaldirektor der WTO |
| --------------------- | --------- | ---------------------- | ----------------------- |
| Mohammad Qurban Hagjo | 2017–2020 | Aschraf Ghani          | Roberto Azevêdo         |
| Sayed Ramin Ziwary    | seit 2020 | Aschraf Ghani          | Roberto Azevêdo         |
| Sayed Ramin Ziwary    | seit 2020 | Aschraf Ghani          | Ngozi Okonjo-Iweala     |